# Phyllanthus emblica
Phyllanthus emblica, noto anche come emblica, uva spina indiana, o amla, dal sanscrito आमलकी (āmalakī), è un albero a foglie decidue della famiglia delle Phyllanthaceae. Il suo areale originario è l'Asia meridionale.

## Descrizione

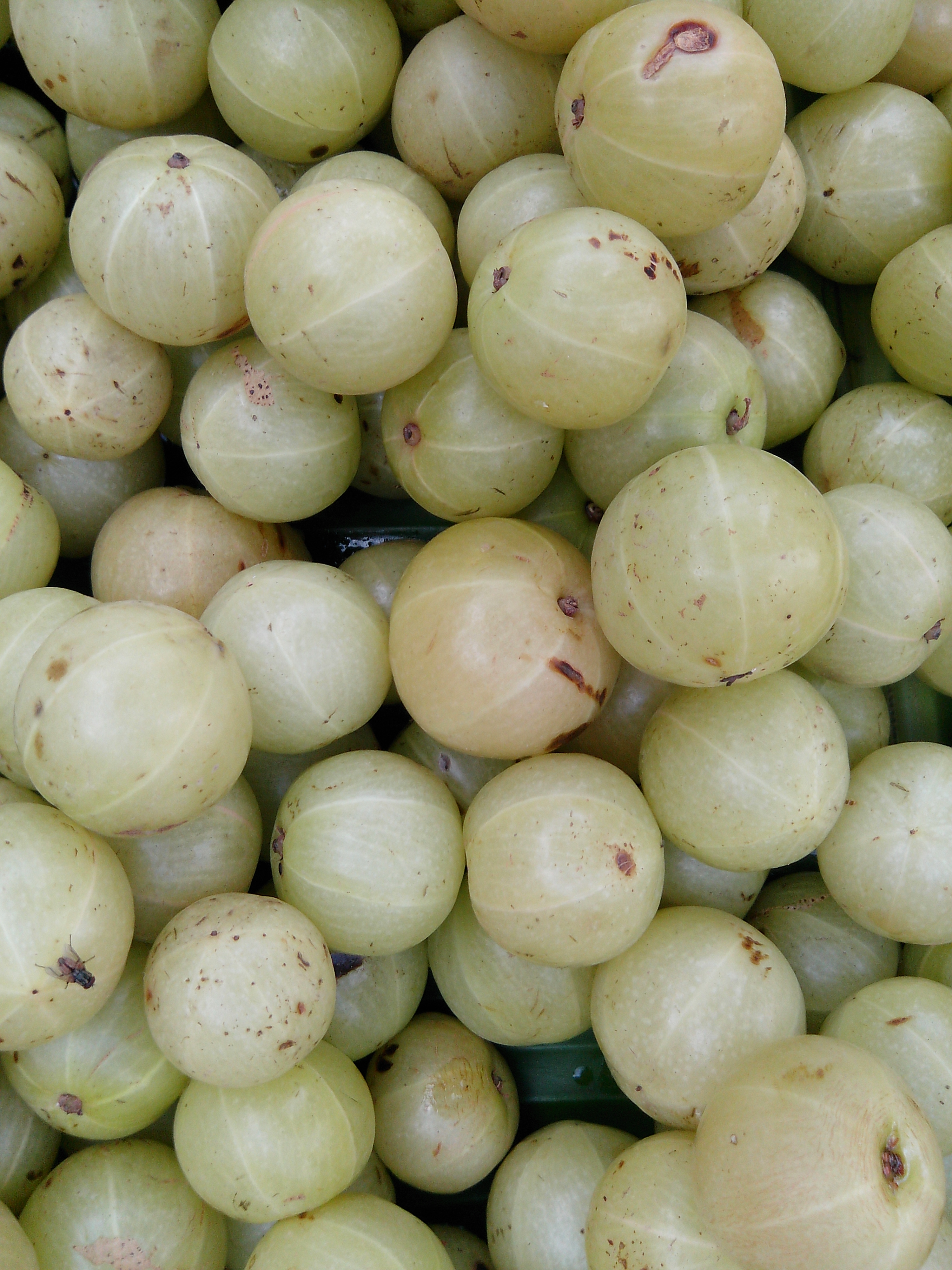
I frutti

L'albero è di dimensioni medio-piccole, raggiungendo un'altezza tra 1 e 8 m. La corteccia è screziata. Le foglie di colore verde chiaro sono semplici, disposte in maniera ravvicinata lungo i rametti, in modo da somigliare a foglie pennate. I fiori sono giallo-verdastri. Il frutto è quasi sferico, di colore giallo-verdastro chiaro e si presenta liscio e duro, con sei striature verticali più chiare.

### Costituenti chimici
I frutti contengono elevate quantità di acido ascorbico (vitamina C), e hanno un sapore amaro che può derivare da un'elevata densità di ellagotannini, come l'emblicanina A (37%), emblicanina B (33%), punigluconina (12%) e pedunculagina (14%). Altri elementi contenuti sono la punicafolina e fillanemblina A, fillanemblina e altri polifenoli, come i flavonoidi, kaempferolo, acido ellagico e acido gallico.

## Usi
I frutti, a maturazione autunnale, vengono raccolti a mano arrampicandosi sui rami superiori della pianta. Il loro sapore è aspro, amaro e astringente ed è piuttosto fibroso.

## Nella cultura
Nell'Induismo, il frutto, è sacro a tutti e tre i membri della Trimurti, la suprema trinità indù di Brahma, Vishnu e Shiva. Secondo la leggenda, durante un incontro religioso, Lakshmi, la consorte di Vishnu, espresse il desiderio di adorare Shiva, mentre Parvati, la consorte di Shiva, desiderava adorare Vishnu. Mossi dalla pietà reciproca, essi versarono lacrime sulla terra, da cui emersero i primi alberi di questa specie.